# Fehér Anettka
Fehér Anett, művésznevén: Anettka (1973. július 3.–) televíziós műsorvezető, médiaszemélyiség.

## Pályafutása
Eredetileg orosz–történelem szakos tanár. Az 1990-es évek elején a Szív TV műsorvezetője volt és besegített a reklámok készítésébe is. Ekkoriban a TV3-ra is készített reklámblokkokat. Az 1990-es évek végén került a Budapest TV-hez, ahol polgárpukkasztó műsorokat készített. Az üzleti modelljük az volt, hogy a botrány nézőket, a nézők hirdetőket, ami pedig profitot hoz.
A Budapest TV-n saját talk show-t vezetett 2001-től Forró drót néven, ahol sokszor lenge öltözetben (bőrmelltartóban vagy félmeztelenül) jelent meg. Ekkoriban vezetett műsort a Viasat 3-on is, a két adón összesen 14-et. 2004-ben részt vett az RTL Klub Sztárbox című műsorában.
A magyarországi kereskedelmi televíziózás egyik mélypontja volt 2004-ben a Budapest TV-n sugárzott Tök király című reality showja, amelynek során a nézők a leszbikusnak mondott Kőszegi Napsugár szüzességére pályázhattak és a győztes az utolsó elő adásban közösült a hölggyel. A Budapest TV-t műsorsugárzását az ORTT 60 percre felfüggesztette.
2007 szeptemberében Salgótarjánban egy kortárs, egy felvonásos operát mutattak be Anettka címen. A főszerepet Marton Kovács Katalin és ifj. Domahidy László játszotta. A mű szerzői: Bartos Tibor író és Ambrus Ákos, az operaház magánénekese.

## Űrturista
2006. december 14-én a Nyizsnyij Novgorod melletti katonai repülőtér felett egy orosz MiG–31 fedélzetén nagy magasságú repülést hajtott végre a Szövetségi Idegenforgalmi Ügynökség (Rostourism) jóvoltából.
A pilóta feltételezhetően Szergej Ivanovics Moscsenko volt. A bárki számára elérhető űrturisztikai szolgáltatás díja: 21 000 $ volt (kb. 7,5 millió Ft), amely tartalmazta a szállodai költségeket is. Első férje halála után lemondott a további terveiről.

## Magánélete
2005-ben férjhez ment menedzseréhez, Forgács Rezsőhöz (akinek ez már a hetedik házassága volt), azonban gyermekükkel elvetélt. 2008. március 19-én férje elhunyt. Az örökségért a Forgács család pert indított. Fehér Anett ekkor vonult vissza a közélettől és visszatért a tanári pályára. Második férjével Budapesten él. 2022 februárjában leány gyermekük született.

## Filmjei
- Nyúlék (2002)
- Holnap történt – A nagy bulvárfilm (2009)
- Szájhősök (2012)

Forrás: IMDb

## Műsorai
- 10 perc golyószóró
- Altató
- Anettka Space Project (2003)
- Anettka és Tomi Főz (2006)
- Dumakanyar
- Elképesztő ébresztő
- Erogén+
- Exotika
- Forró drót
- Gagyi
- Gáz (2002)
- Szerelmi ügyelet
- Szemforgató
- Tip Top